# Język lavukaleve
Język lavukaleve (lub laumbe) – język używany w Prowincji Centralnej (Wyspy Salomona), na wyspach Russella. Według danych z 1999 roku posługuje się nim 1780 osób, przy czym liczba użytkowników maleje.
W odróżnieniu od większości języków Wysp Salomona nie należy do rodziny austronezyjskiej. Wraz z językami savosavo, bilua i touo został zaliczony do języków centralnych Wysp Salomona. Niemniej część badaczy klasyfikuje go jako izolat, nie uznając pokrewieństwa tych języków. Znalazł się też w dawnej propozycji rodziny wschodniopapuaskiej.
Sami użytkownicy wyróżniają trzy obszary językowe: zachodni (właściwie północno-zachodni), centralny, wschodni (południowo-wschodni). Różnice między nimi dotyczą cech intonacji. Język obszaru zachodniego uchodzi za „prawdziwą” (tj. najbardziej zachowawczą) odmianę lavukaleve.
Określenie „laumbe”, również odnoszone do tego języka i grupy etnicznej, pochodzi ze starszej literatury. Nazwa ta jest używana przez ludność wyspy Santa Isabel.
Sporządzono opis jego gramatyki (2003) . W piśmie stosuje się alfabet łaciński.